# Zaghunluq-Gräber
Die Zaghunluq-Gräber bzw. das Gräberfeld von Zagunluk (chinesisch 扎滚鲁克古墓群, Pinyin Zhāgǔnlǔkè gǔmùqún, englisch Zaghunluq Cemetery) liegen im Kreis Qarqan des Uighurischen Autonomen Gebiets Xinjiang im Westen Chinas am Rand der Taklamakan-Wüste. Es handelt sich um eine bis zu 3.000 Jahre alte Begräbnisstätte von Nomaden.
Neben vielen natürlich erhaltenen Mumien fanden sich auch Konghou-Harfen.
Die Gräber stehen seit 2001 auf der Liste der Denkmäler der Volksrepublik China (5-192).